# Svetlana Efremova
Svetlana Efremova (Novosibirsk, Russia) (nombre de nacimiento Svetlana Anatolevna Efremova) es una actriz rusa.

## Biografía
Es graduada de la Escuela de Arte Dramático de Yale y de la Academia de Teatro de San Petersburgo, Rusia. Ha enseñado en la Universidad de Harvard, Muskingum College, la Universidad de Río Grande y la Academia de Humanidades en San Petersburgo, Rusia. Ha dirigido talleres de Stanislavsky en la Universidad de Miami, Bennington College, Bowling Green State University y Oswego University. Ella participó en talleres de actuación dirigidos por J. Grotowski, P. Stein y Peter Brook. Ella ha aparecido en Broadway en una producción itinerante de Uncle Vanya, en numerosos espectáculos en el Teatro de Repertorio de Yale y en el Repertorio de la Costa Sur.
Durante once años, la Efremova fue miembro del Teatro Estatal de San Petersburgo, donde realizó más de 20 papeles principales y viajó internacionalmente. Sus créditos en cine y televisión incluyen La flor del mal, Última llamada, La isla, K-19, Evident Kiss, Spiral, El príncipe de Central Park, Fountain, Stick It, Lobby del hotel, Transformando a Boris, El ala oeste de la Casa Blanca, ER, The Practice, The Guardian , Caso abierto, Sin rastro, Frenar tu entusiasmo, Cruce de Gideon, Medicina fuerte, Juana de Arcadia y El optimista. Sus premios como actor incluyen el Premio Herschel Williams de la Universidad de Yale y el Premio a la Mejor Actriz en el Festival Internacional de Praga. 
Es jefa del Programa de Actuación en la Universidad Estatal de California en Fullerton. Recibió capacitación en dos de las escuelas de teatro más famosas del mundo: la Escuela de Drama de Yale, donde obtuvo una maestría en Bellas Artes en Actuación y la Academia de Teatro de San Petersburgo, donde recibió su BFA en Actuación. Además de enseñar, ella también tiene una exitosa y actual carrera como actriz. Sus créditos van desde Broadway hasta más de 36 películas y apariciones en televisión con los principales estudios de Hollywood.

## Filmografía

### Películas
| Año  | Título                      | Rol               | Compañía             |
| ---- | --------------------------- | ----------------- | -------------------- |
| 1999 | El príncipe de Central Park | Sophia's Mom      | Universal            |
| 2001 | Spiral (cortometraje)       | Clara             |                      |
| 2002 | White Oleander              | Rena Gruschenka   | Paramount Pictures   |
| 2002 | K-19: The Widowmaker        | Elena             | Paramount Pictures   |
| 2002 | Phone Booth                 | Erica             | Warner Brothers      |
| 2003 | Spinning Boris              | Tatiana Dyachenko | HBO                  |
| 2003 | Hotel Lobby                 | Diana             |                      |
| 2005 | La isla                     | Midwife           | Warner Brothers      |
| 2006 | Stick It                    | Dorrie            | Touchstone           |
| 2006 | The Elder Son               | Vera              |                      |
| 2010 | Killer by Nature            | Dr. Ramos         | Daydreaming Pictures |

### Televisión
| Año  | Título               | Rol                      | Compañía |
| ---- | -------------------- | ------------------------ | -------- |
| 2014 | SHAMELESS            | Sasha                    | SHOWTIME |
|      | BODY OF PROOF        | GUEST LEAD               | ABC      |
| 2013 | MOTIVE               | Dr. Monika Harper        | ABC      |
| 2011 | WHOLE TRUTH          | Ramsted's Girlfriend     | ABC      |
| 2010 | The Closer           | Floria Stenzel           | TNT      |
| 2004 | JUDGING AMY          | Nadia Patzaikin          | CBS      |
| 2006 | MONK                 | Nurse Ullman             | USA      |
| 2004 | JOAN OF ARCADIA      | GUEST LEAD               | CBS      |
|      | ER                   | GUEST LEAD               | NBC      |
|      | CURB YOUR ENTHUSIASM | GUEST LEAD               | HBO      |
|      | THE PRACTICE         | GUEST LEAD               | ABC      |
| 2003 | COLD CASE            | GUEST LEAD               | CBS      |
| 2003 | WITHOUT A TRACE      | Yelena Tzetcovich        | CBS      |
|      | STRONG MEDICINE      | GUEST LEAD               | LIFETIME |
|      | WEST WING            | GUEST LEAD               | NBC      |
| 2001 | GIDEON’S CROSSING    | Sheila the Temp          | ABC      |
| 2002 | THIEVES              | Svetlana                 | ABC      |
| 2002 | GUARDIAN             | Maria Braczyk            | CBS      |
| 2015 | The americans        | Zinaida Preobrazhenskaya |          |
| 2016 | Rizzoli & Isles      | Katrin Ulmanis           |          |
| 2017 | NCIS: Los Ángeles    | Vladlena Sokolov         |          |
| 2019 | Spinning Out         | Dasha                    |          |

### Teatro
| Título                | Rol           | Compañía               |
| --------------------- | ------------- | ---------------------- |
| UNCLE VANYA           | ELENA         | BROADWAY               |
| THE COUNTESS          | LADY EASTLAKE | SOUTH COAST REPERTORY  |
| REFERENCES TO S. DALI | CAT           | SOUTH COAST REPERTORY  |
| TARTUFFE              | MARIANNE      | SOUTH COAST REPERTORY  |
| LANDLOCKED            | ANNA          | SOUTH COAST REPERTORY  |
| THE SKIN OF OUR TEETH | SABINA        | YALE REPERTORY THEATRE |
| PENTECOST             | AMIRA         | YALE REPERTORY THEATRE |
| IVANOV                | SASHA         | OFF-BROADWAY, IRONDAIL |
| KING LEAR             | CORDELIA      | YALE REPERTORY THEATRE |
| OTHELLO               | DESDEMONA     | YALE REPERTORY THEATRE |
| HAMLET                | OPHELIA       | YALE REPERTORY THEATRE |